# Пезмег
Пезмег (коми Пезмӧг, до 1977 года — Пезмог) — село в Корткеросском районе республики Коми, административный центр сельского поселения Пезмег.

## Этимология
Название происходит от коми слов «пеж» - поганый, скверный, нечистый» и «мег» - излучина (реки). «Пеж мег» – поганая, скверная излучина.

## География
Расположено на правом берегу Вычегды у озера Пезмöгты, примерно в 6 км по прямой на восток от районного центра села Корткерос.

## История
Рядом с территорией села найден Пезмогский могильник XI–XII вв. Непосредственно само село известно с 1586 года как починок Пезям. В 1646 году здесь (деревня Пезмен) отмечено 6 крестьянских дворов. В 1778 году в Пезмоге построили деревянную церковь, вместо которой в 1835 году возвели одноэтажную каменную. Кроме того, в 1831 году за один день построена была часовня во имя Стефана Пермского, а в 1863 году вместо ветхой возведена новая. История приходов на русском языке зафиксирована в «Летописи Пезмогской Прокопьевской церкви». В XIX веке зафиксированы случаи жертвоприношений быка святому священномученику Власию. В 1885 году насчитывалось 155 дворов, 1058 жителей. В 1862 открылась школа, в 1870-х – земская почтовая станция, а в 1904-м – библиотека. В советское время работали колхозы «Югыдлань», «Ордым», «Кыа», им. Ленина, «Пезмогский»; в апреле 1960-го колхоз «Пезмогский» стал совхозом. С 1977 года село Пезмог сменило название на Пезмег.

## Население
| 2010 | 2021 |
| ---- | ---- |
| 318  | ↗453 |

### Национальный  состав
Согласно результатам переписи 2002 года, в национальной структуре населения коми составляли 89 % из 405  чел.

## Известные уроженцы, жители
- Кынев, Михаил Иосифович (коми Иосиф Миш; 1890, Пезмог — 1941, Павловск) — первый профессиональный коми художник.
- Турьев, Степан Ильич (коми Илля Степан; 13 [26] апреля 1901, Пезмог — 1 декабря 1986, Муром) — советский военачальник, полковник.